# Ōsama Ranking
Ranking of Kings (王様ランキング, Ōsama Rankingu, lit. Classificação dos Reis) é uma série de mangá de fantasia japonesa escrita e ilustrada por Sōsuke Tōka. Todos os capítulos da série são disponibilizados on-line, através do site Manga Hack, desde 20 de maio de 2017. Com o sucesso da obra, a editora Kadokawa passou a coletar os capítulos em volumes tankōbon, com o primeiro volume lançado no dia 12 de fevereiro de 2019. Em dezembro de 2021, a circulação acumulada da obra ultrapassou 1,5 milhão de exemplares. Uma adaptação da série para anime, pelo estúdio Wit, estreou em 14 de outubro de 2021 no bloco de programação Noitamina da Fuji TV.

## Enredo
A trama se passa em um reino do universo medieval controlado pelo Rei Boss. Lá existem dois príncipes que são cotados para suceder o trono real, Daida e Bojji,  mas somente um é o “favorito” das pessoas. Embora todo mundo acredite que Daida seja o jovem ideal para assumir o legado do pai, na verdade a sucessão virá através de seu irmão mais velho Bojji, que ninguém nem ao menos considera como candidato à vaga, pois Bojji nasceu surdo, é fraco e mal conseguir empunhar uma espada. Apesar disso, ele faz o seu melhor e sonha em se tornar o maior dos reis. Por ser deficiente, Bojji se comunica apenas com linguagem de sinais e alguns sons emitidos por sua boca. Embora seja o mais velho da família, o príncipe é muito menor que seu irmão mais novo e é constantemente motivo de piada por parte dos moradores do reino. Um dia, ele conhece Kage (Shadow), um sobrevivente de um clã assassino exterminado, que entende suas palavras apesar de Bojji estar em silêncio. O título da série é uma referência à classificação para avaliar qual é o monarca mais poderoso da região. O ranking é importante, pois quem atinge o primeiro lugar ganha o direito de escolher um item mágico, dotado de um grande poder ainda desconhecido por quem assiste ao anime.

## Personagens
- Bojji (ボッジ)

O primeiro príncipe do Reino de Boss. É fraco e sonha se tornar o melhor rei do mundo.
- Kage (カゲ)

O último sobrevivente do grupo de assassinato erradicado "Clã das Sombras". Roubar é seu principal negócio.
- Daida (ダイダ)

O segundo príncipe do Reino de Boss. O meio-irmão de Bojji.
- Hiling (ヒリング, Hiringu)

A segunda esposa do rei Boss e a verdadeira mãe de Daida.
- Domas (ドーマス, Domasu)

O primeiro dos quatro reis celestiais do Reino de Boss, "Mestre da Espada". Tutor de esgrima de Bojji.
- Bebin (ベビン)

O segundo dos quatro reis celestiais do Reino de Boss, "Mestre da Serpente". Tutor de esgrima de Daida.
- Apeas (アピス, Apisu)

O terceiro dos quatro reis celestiais do Reino de Boss, "Lança do Rei". Um mestre de lanças que jura fidelidade ao Rei Boss.
- Dorshe (ドルーシ, Dorūshi)

O último dos quatro reis celestiais do Reino de Boss, "Escudo da Rainha". É responsável pela escolta da esposa do rei.
- Hokuro (ホクロ)

Soldado do reino de Boss que se preocupa profundamente com Bojji depois que este o confortou após a morte de sua mãe.
- Bosse (ボッス, Bossu)

Rei do Reino de Boss e pai de Bojji e Daeda. 7º no ranking dos reis.
- Shiina (シーナ, Shina)

A ex-rainha do falecido Rei Boss e mãe de Bojji.
- Espelho Mágico (魔法の鏡役, Mahō no Kagami)

Um espelho misterioso que dá conselhos a Daeda nos bastidores.
- Desha (デスハー, Desuhā)

Rei do Submundo. Segundo lugar no ranking de reis.
- Despa (デスパー, Desupā)

O irmão mais novo de Desha, o rei do submundo.
- Ōken (オウケン)

Um pecador do Submundo que escapou da prisão com a ajuda de Milanjo.

## Temporadas
| Temporada | Temporada | Episódios | Episódios | Originalmente exibido | Originalmente exibido         |
| Temporada | Temporada | Episódios | Episódios | Estreia da temporada  | Final da temporada            |
| --------- | --------- | --------- | --------- | --------------------- | ----------------------------- |
|           | 1         | 23        | 23        | 14 de outubro de 2021 | 24 de março de 2022(previsão) |

## Episódios

### Primeira temporada (2021-2022)
| Nº | Título                                        | Diretor                          | Roteiro        | Enredo            | Exibição original      |
| --- | --------------------------------------------- | -------------------------------- | -------------- | ----------------- | ---------------------- |
| 1 | "裸の王子 (As roupas novas do príncipe)"      | Yosuke Hatta                     | Taku Kishimoto | Yosuke Hatta      | 14 de outubro de 2021  |
| Bojji, que nasceu surdo, não podia falar, e era tão fraco que mal conseguia empunhar sua espada, era desprezado por seus vassalos e pelo povo, mesmo sendo o primeiro príncipe. Um dia, Bojji conhece o lagarto sobrevivente do grupo de assassinato "Clã das Sombras" e é vítima de zombaria por andar de cueca pela cidade.                                                    |                                               |                                  |                |                   |                        |
| 2 | "王子とカゲ (O príncipe e Kage)"              | Makoto Fuchigami                 | Taku Kishimoto | Yosuke Hatta      | 21 de outubro de 2021  |
| Um lagarto que viveu do roubo desde tenra idade segue Bojji para roubar o ouro e se infiltra no castelo, mas é encontrado por Bevin, um dos quatro reis celestiais do Reino de Boss. Por outro lado, Bojji decide fazer arranjos com seu meio-irmão, Daeda... |                                               |                                  |                |                   |                        |
| 3 | "新しい国王 (O novo rei)"                     | Kazuaki Imai                     | Taku Kishimoto | Kazuaki Imai      | 28 de outubro de 2021  |
| Após a morte do rei Boss, Bojji é anunciado no testamento como seu sucessor. No entanto, o testamento é derrubado por Hiling, e Daida é anunciado como novo rei. O lagarto também desaparece da frente de Bojji, e Bevin diz a Bojji que está procurando o lagarto: "O lagarto saiu em uma jornada e nunca mais o verá". Frustrado Bojji toma uma atitude.                       |                                               |                                  |                |                   |                        |
| 4 | "初めての旅 (A primeira jornada dele)"        | Makoto Fuchigami                 | Taku Kishimoto | Makoto Fuchigami  | 4 de novembro de 2021  |
| Bojji aproveita uma viagem com Domas e Horuko enquanto aprecia a natureza ao longo do caminho, mas sua bolsa é roubada na cidade que ele visitou para fazer compras. Enquanto isso, um juiz da Associação de Classificação dos Reis visita Daida, que se tornou o novo rei, para lhe dar uma nova classificação.                                                                 |                                               |                                  |                |                   |                        |
| 5 | "からみあう陰謀 (Tramas entrelaçadas)"        | Masahiro Okamura                 | Taku Kishimoto | Tagashira Shinobu | 11 de novembro de 2021 |
| Bojji foi empurrado por Domas em um buraco que levava ao Submundo. Domas sai de cena sozinho, sentindo-se culpado. E no Reino de Boss, um espelho mágico foi usado para realizar um ritual para Daeda ganhar o poder do Rei Boss... |                                               |                                  |                |                   |                        |
| 6 | "冥府の王 (O rei do submundo)"                | Hitomi Ezo                       | Taku Kishimoto | Shintaro Nakazawa | 18 de novembro de 2021 |
| Bojji e Kage são levados ao rei do Submundo, Desha. Kage acha que a pessoa que ele estava procurando para fortalecer Bojji é Desha, e pede que ele treine Bojji. Bojji decide trabalhar com o capitão dos Cavaleiros do Submundo para mostrar suas habilidades. |                                               |                                  |                |                   |                        |
| 7 | "王子の弟子入り (A aprendizagem do príncipe)" | Shota Goshozono                  | Taku Kishimoto | Shota Goshozono   | 25 de novembro de 2021 |
| Bojji tornou-se discípulo do irmão mais novo de Desha, Despa, e decidiu viver e praticar enquanto fazia as tarefas domésticas com Kage. Por outro lado, no Reino de Boss, algo aconteceu com o corpo de Daeda, que foi forçado a tomar o elixir da ressurreição... |                                               |                                  |                |                   |                        |
| 8 | "夢のいけにえ (O sacrifício de sonhos)"       | Yumi Kamamura                    | Taku Kishimoto | Makoto Fuchigami  | 2 de dezembro de 2021  |
| O segredo da força do Rei Boss e o encontro entre Boss e Sina são revelados. Boss, que voltou montando o corpo de Daeda, pergunta ao espelho mágico quem é "a pessoa mais forte do mundo agora". O que é aquela pessoa no espelho... |                                               |                                  |                |                   |                        |
| 9 | "王妃と盾 (A rainha e o escudo)"              | Yufumi Imai                      | Taku Kishimoto | Yufumi Imai       | 9 de dezembro de 2021  |
| A rainha Hiling, que encontra Boss com o corpo de Daida, desmaia por causa do choque. Uma besta demoníaca ataca a rainha. Dorshe, que luta para proteger Hiling, lembra-se do dia em que o Rei Boss ordenou que a rainha fosse escoltada... |                                               |                                  |                |                   |                        |
| 10 | "王子の剣 (A espada do príncipe)"             | Mai Teshima                      | Taku Kishimoto | Mai Teshima       | 16 de dezembro de 2021 |
| Bojji, Kage e Desper vão à taverna para celebrar a Licença Misteriosa Despa. Se você gosta de comer, vai se envolver com o tumulto e os três irmãos de Avan. Os três continuaram a comer sem lidar com a outra parte, mas Despa, que era mal-educado, finalmente acertou a outra parte...                                                                                        |                                               |                                  |                |                   |                        |
| 11 | "兄と弟 (Irmão mais velho e irmão mais novo)" | Ryota Aikei                      | Taku Kishimoto | Ryota Aikei       | 23 de dezembro de 2021 |
| À medida que cresce, Daida começa a desprezar seu irmão, Bojji, como um homem fraco. Enquanto espera por ajuda na escuridão do nada, uma garota aparece na frente de Daida, que relembra seu passado e se arrepende. |                                               |                                  |                |                   |                        |
| 12 | "戦いの足音 (Os passos da guerra)"            | Makoto Fuchigami                 | Taku Kishimoto | Shinsaku Sasaki   | 6 de janeiro de 2021   |
| Bojji está a caminho de casa depois de completar seu treinamento no Submundo. Enquanto isso, os Hilings reuniram a elite e estão prestes a chegar ao Reino de Boss. Naquela época, no Reino de Boss, os pecadores do submundo do mal estavam sendo atraídos para o castelo pela orientação de alguém.                                                                            |                                               |                                  |                |                   |                        |
| 13 | "王国の乱れ (O reino em crise)"               | Chihiro Kumano, Atsushi Nakagawa | Taku Kishimoto | Masayuki Miyaji   | 13 de janeiro de 2021  |
| "Eu quero destruir este país" a esperança de Miranjo revelou. Os demônios do Submundo e os pecadores atacam Dorshe e outros que tentam impedi-lo. Dorshe luta para proteger Hiling, mas é forçado a ser inferior diante de inimigos fortes... |                                               |                                  |                |                   |                        |
| 14 | "王子の帰還 (O retorno do príncipe)"          | Yumi Kamakura                    | Taku Kishimoto | Yumi Kamakura     | 20 de janeiro de 2021  |
| Dorshe trava uma batalha feroz com os monstros. No entanto, sua boa luta é em vão, e ele está gravemente ferido. Gigan se aproxima de Hiling para tratar Dorshe. Um salvador inesperado aparece na frente de todos que estão com problemas. |                                               |                                  |                |                   |                        |
| 15 | "冥府騎士団 (A ordem do submundo)"            | Yumi Kamakura                    | Taku Kishimoto | Yumi Kamakura     | 27 de janeiro de 2021  |
| Bojji dirige-se à entrada, que fica no porão do castelo para enviar os demônios ao Submundo, que retornaram à sua sanidade depois que a magia foi desfeita. Por outro lado, esperando por Domas e Hokuro que entraram no porão para destruir a entrada antes do tempo, estavam os mais fortes Cavaleiros do Submundo que invadiram o Reino do Chefe em busca do pecador em fuga. |                                               |                                  |                |                   |                        |

## Produção

### Mangá
Ranking of Kings é escrito e ilustrado por Sōsuke Tōka. Ele foi serializado on-line através do site Manga Hack desde maio de 2017 e foi coletado em doze volumes tankōbon pela editora Kadokawa, com o primeiro volume lançado no dia 12 de fevereiro de 2019.

#### Lista de volumes
| Volumes de mangá publicados | Volumes de mangá publicados | Volumes de mangá publicados |
| Número                      | Data de lançamento          | ISBN                        |
| --------------------------- | --------------------------- | --------------------------- |
| 1                           | 12 de fevereiro de 2019     | ISBN 978-4-04-735517-0      |
| 2                           | 12 de fevereiro de 2019     | ISBN 978-4-04-735518-7      |
| 3                           | 12 de abril de 2019         | ISBN 978-4-04-735599-6      |
| 4                           | 12 de junho de 2019         | ISBN 978-4-04-735684-9      |
| 5                           | 10 de agosto de 2019        | ISBN 978-4-04-735719-8      |
| 6                           | 12 de dezembro de 2019      | ISBN 978-4-04-735807-2      |
| 7                           | 11 de abril de 2020         | ISBN 978-4-04-735854-6      |
| 8                           | 12 de agosto de 2020        | ISBN 978-4-04-736228-4      |
| 9                           | 11 de dezembro de 2020      | ISBN 978-4-04-736458-5      |
| 10                          | 12 de abril de 2021         | ISBN 978-4-04-736602-2      |
| 11                          | 12 de agosto de 2021        | ISBN 978-4-04-736743-2      |
| 12                          | 10 de dezembro de 2021      | ISBN 978-4-04-736868-2      |
| 13                          | 12 de abril de 2022         | ISBN 978-4-04-737007-4      |
| 14                          | 12 de agosto de 2022        | ISBN 978-4-04-737154-5      |
| 15                          | 12 de dezembro de 2022      | ISBN 978-4-04-737284-9      |
| 16                          | 12 de abril de 2023         | ISBN 978-4-04-737446-1      |
| 17                          | 12 de agosto de 2023        | ISBN 978-4-04-737598-7      |
| 18                          | 12 de dezembro de 2023      | ISBN 978-4-04-737742-4      |

### Anime
Ranking of Kings é dirigida por Yōsuke Hatta, com Taku Kishimoto supervisionando os roteiros, Atsuko Nozaki projetando os personagens e MAYUKO compondo a música da série. A banda japonesa King Gnu cantou o primeiro tema de abertura,"BOY", enquanto Yama cantou o primeiro tema de encerramento "Oz". Vaundy cantou o segundo tema de abertura "Hadaka no Yūsha" (Naked Hero), enquanto Milet foi o responsável pelo segundo tema de encerramento "Flare".
A adaptação da série para anime é produzida pelo Wit Studio e estreou em 14 de outubro de 2021 no bloco Noitamina da Fuji TV. Na mesma data, a série também foi transmitida na Kansai TV, Tokai TV, Akita TV, Iwate Menkoi TV, Sendai Television e vários outros canais japoneses. O anime também foi programado para ser transmitido pelo serviço de streaming Amazon Prime Video uma hora depois da exibição na Fuji TV. No dia 16 de outubro de 2021, a série passou a ser transmitida pelo canal por assinatura Animax.
A Funimation licenciou a série para streaming para os Estados Unidos, Canadá, Reino Unido, Irlanda, Austrália, Nova Zelândia, Brasil, México, Colômbia, Chile, Peru e em todos os territórios europeus cobertos pela empresa francesa de streaming Wakanim. A Medialink licenciou a série no Sudeste Asiático e a transmitirá exclusivamente na plataforma de streaming IQIYI. A Federação para Surdos de Tóquio supervisiona a linguagem de sinais representada no programa. Uma versão dublada em português brasileiro, realizada pelo estúdio The Kitchen São Paulo foi disponibilizada a partir de 11 de novembro de 2021 pela Funimation, enquanto a dublagem em inglês chegou uma semana depois, no dia 18 do mesmo mês, disponibilizada também pela Funimation.

## Recepção

### Mangá
Ranking of Kings ficou em 6º lugar no Tsutaya Comic Awards 2019, competição anual que premia, pelo voto do leitor, obras de mangá inacabadas cujos livros foram lançados em até 5 volumes em 30 de abril de 2019. Em 2020, o guia de mangá Kono Manga ga Sugoi, da editora japonesa Takarajimasha!, que apresenta classificações e resenhas anuais de mangá, por meio da pesquisa com profissionais da indústria de mangá e publicação, nomeou Ranking of Kings como a sétima melhor série de mangá para leitores do sexo masculino. Em novembro de 2021, o mangá tinha 1,5 milhão de cópias em circulação.

### Anime
No site da Crunchyroll, o anime foi avaliado com 4,8 estrelas com base na classificação de 60.347 usuários. Na rede social Douban, Ōsama Ranking recebeu nota 7,8. No IMDb, o anime atingiu nota média de 8,4 e recebeu a nota máxima de 35,3% dos usuários. Na China, o anime recebeu elogios dos espectadores por sua história emocionante. A série teve quase 48 milhões de visualizações no Bilibili, site de compartilhamento de vídeo chinês com sede em Xangai, com apenas 4 episódios disponíveis.
No Brasil, o anime recebeu críticas positivas de vários portais de cultura pop desde a sua estreia. Helena Nunes, do site Cúpula do Trovão, fez elogios à trilha sonora, direção de arte e enredo, destacando que "apesar da jornada ser importante, o mais importante aqui é como o nosso pequeno príncipe se relaciona com os outros."
Para Fábio Garcia, do site Omelete,
| “                                                                                       | O anime Ranking of Kings (ou Ousama Ranking no original) é um ótimo exemplo sobre como as coisas vão além da aparência. Por trás desse traço fofinho, das cores vivas e da animação digna de um longa-metragem, esse anime da temporada de outono apresenta uma história madura repleta de lições sobre morte, superação e amizades improváveis. | ” |
| — Fábio Garcia, Ranking of Kings é mais do que parece (e você deveria estar assistindo) | |   |

Segundo Juan Pablo, do portal JBox, o anime possui uma estrutura semelhante à Naruto, mas a narrativa apresenta uma estética visual encantadora que remete aos animes clássicos, fortemente influenciada pela herança artística de Walt Disney. Além disso, a violência é colocada em evidência como tema central de vários episódios, repercutindo nas atitudes e motivações dos personagens.